# Ion Vlădoiu
Ion Vlădoiu (n. 5 noiembrie 1968, Călinești, România) este un fost fotbalist român, actualmente antrenor. Este cunoscut mai bine ca Jean Vlădoiu. În martie 2008 a fost decorat cu Ordinul „Meritul Sportiv” clasa a III-a, pentru rezultatele obținute la turneele finale din perioada 1990-2000 și pentru întreaga activitate.

## Cariera de jucător
Atacant român și-a început cariera de fotbalist la formația CSȘ Aripi Pitești. De la formația unde și-a petrecut inițierea în fotbal, Vlădoiu a fost transferat de simbolul orașului Pitești, FC Argeș. La data de 31 octombrie 1987, Vlădoiu debuta în Divizia A, într-un meci împotriva Oțelului. În perioada de transferări din iarna anului 1991, Vlădoiu a fost cedat de clubul piteștean la Steaua București. 
A câștigat alături de Steaua un titlu de campion al României, în sezonul 1992-1993, și a disputat în această primă perioadă în care e evoluat la formația roș-albastră 77 de meciuri, înscriind 24 de goluri. A plecat, în pauza de iarnă a următorului sezon, la una din marile rivale ale Stelei, Rapid București. A jucat timp de un an și jumătate pentru formația de sub podul Grant, timp în care a evoluat în 44 de meciuri (a lipsit în doar un singur meci) și a înscris un număr de 22 de goluri. S-a întors la Steaua în anul 1995, devenind golgheterul campionatului alături de formația care avea să câștige Liga 1 în acel sezon 1995-1996. La sfârșitul campionatului, după un obicei al acelor ani, s-a transferat în străinătate. 

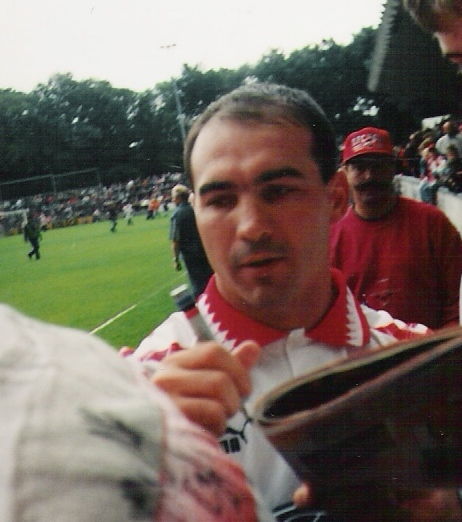
Ion Vladoiu.

Destinația sa a fost formația de primă ligă din Germania 1.FC Koln, care a plătit în schimbul atacantului suma de 800.000 de dolari. A evoluat în atacul formației din Koln alături de austriacul Toni Polster și a bifat 51 de prezențe în Bundesliga, marcând 10 goluri. Retrogradarea Koln-ului a însemnat revenirea în țară a lui Vlădoiu, care nu s-a întors nici la Steaua, nici la Rapid, ci la marea rivală a acestor două cluburi, Dinamo București. Timp de un an jumătate, cât a stat în Ștefan cel Mare, Vlădoiu a evoluat în 36 de meciuri și a înscris 26 goluri. A revenit în iarna anului 2000 în Germania, de data aceasta în 2.Bundesliga, ligă pe care o evitase prin transferul de la Koln la Dinamo. Echipa la care a evoluat timp de un an s-a numit Kickers Offenbach, iar jucătorul român a disputat un număr de 15 partide și a înscris 5 goluri pentru formația de pe Main. 
A revenit în România în 2001, pentru a juca, pentru a treia oară, la Steaua. După ce a evoluat în 15 meciuri pentru echipa din Ghencea și și-a mai trecut în palmares 10 goluri în Liga 1, Vlădoiu s-a întors la clubul care l-a lansat în fotbalul mare, FC Argeș. Încă 16 meciuri în prima divizie din România și 8 goluri pentru Vlădoiu, care avea să plece la finele sezonului la FC Universitatea Craiova. După o scurtă experiență la Craiova, formație pentru care a marcat doar două goluri în 13 meciuri, s-a întors la FC Argeș, unde a mai evoluat în 16 meciuri, de data aceasta fără să mai marcheze niciun gol. Cariera și-a încheiat-o în Liga a doua din România, la UTA din Arad, unde a evoluat în 3 meciuri și a marcat un gol.

## Cariera la echipa națională
Vlădoiu a debutat la echipa națională la data de 14 noiembrie 1992, într-un meci împotriva Cehoslovaciei. A evoluat pentru naționala de fotbal a României în 28 de meciuri, marcând două goluri în tricoul echipei naționale. Vlădoiu a făcut parte din loturile României pentru Campionatul Mondial din 1994 și pentru Campionatul European din 1996, dar va rămâne memorabil datorită unui gest nesportiv dint-un meci disputat împotriva Elveției, la Mondialul American. Atunci, la doar câteva zeci de secunde după ce a intrat pe teren, Vlădoiu a primit cartonașul roșu, în urma unei intrări extrem de dure asupra elvețianului Cristophe Ohrel.

## Cariera de antrenor
După ce și-a încheiat cariera de jucător, Vlădoiu a ales meseria antrenoratului. Prima echipă pe care a antrenat-o a fost FC Snagov, o echipă care se afla în acel moment în Liga a doua din România. În același an, a fost chemat pentru a antrena FC Național, echipă care rămăsese fără antrenor după demiterea lui Marin Dună. Până la urmă, formația din Parcul cu Platani a fost părăsită și de Vlădoiu după doar câteva etape, iar în acel sezon avea să retrogradeze în Liga a doua.

## Statistici
- Jean Vlădoiu a evoluat în 324 de meciuri în Liga 1 și a înscris 130 de goluri.
- A câștigat Campionatul României de trei ori: în 1993, 1996 și 2001, de fiecare dată cu Steaua.
- A câștigat Cupa României de două ori, în 1992 și 1996, tot cu Steaua.
- A fost golgheterul Ligii 1 în 1996.